# مشایخ (ممسنی)
مشایخ روستایی از توابع بخش دشمن‌زیاری شهرستان ممسنی در استان فارس ایران است.

## جمعیت
این روستا در دهستان مشایخ قرار دارد و براساس سرشماری مرکز آمار ایران در سال ۱۳۸۵، جمعیت آن ۵۵۹ نفر (۱۳۸خانوار) بوده‌است.